# Agelasta griseonotata
Agelasta griseonotata är en skalbaggsart som beskrevs av Maurice Pic 1944. Agelasta griseonotata ingår i släktet Agelasta och familjen långhorningar. Inga underarter finns listade i Catalogue of Life.